# Алмазний
Алма́зний — мікрорайон в Шевченківському районі міста Полтави.

## Історія
Мікрорайон збудований на території Новоселівки, колишнього передмістя Полтави.
1964-го року на південно-західній околиці Полтави почали будувати «Полтавський завод штучних алмазів та алмазного інструменту». 22 січня 1966 року цей найбільший в СРСР завод з виготовлення штучних алмазів [Архівовано 22 червня 2021 у Wayback Machine.] розпочав роботу. Вже у березні завод видав перші штучні алмази й інструменти на їх основі. Того ж 1966 року було розпочате широкомасштабне будівництво житлового масиву, який отримав назву «Алмазний».
До кінця 1970-х років будівництво житлового масиву завершили. Через відсутність якісної стінової цегли, великорозмірних стінових блоків і панелей мікрорайон забудували переважно п'ятиповерховими будинками, що не відповідало первинним задумам забудовників, які планували забудову масиву будівлями змішаної поверховості. І лише з розвитком в місті крупнопанельного домобудування по периметру «Алмазного» збудували дев'яти- та чотирнадцятиповерхові будинки.
У 1980-х роках будівництво на незабудованих територіях південно-західної околиці Полтави продовжили, у тому числі в мікрорайоні «Алмазний».

## Промисловість
У  2005 році «Полтавський завод штучних алмазів та алмазного інструменту» був реорганізований в два окремих підприємства — ПАТ «Полтавський алмазний інструмент» (вул. Героїв АТО, 71б) та ВАТ «Елемент Шість», яке у 2011 році перейменоване на ПАТ «Кристаліст» (вул. Героїв АТО, 71а).